# Lars David Kellner
Lars David Kellner (* 11. September 1973 in Weiden in der Oberpfalz) ist ein deutscher Pianist und Arzt.

## Biografie
Kellner erhielt eine musikalische Ausbildung zunächst von Erich Appel, später von Karl-Hermann Mrongovius (Hochschule für Musik und Theater München). Kellner ist diplomierter Konzertpianist und Musikpädagoge.
Kellner hat Klaviermusik veröffentlicht.
Sein Repertoire als Instrumentalsolist beinhaltet u. a. slawische Komponisten der Romantik und des frühen 20. Jahrhunderts (Janáček, Chopin, Mussorgsky, Rachmaninoff, Prokofiev).
Kellner hat überdies eine für die Wissenschaft neue Schneckenart beschrieben und sie zu Ehren Sergei Rachmaninoffs benannt.
2011 spielte er den Gnomus aus Mussorgskis Bilder einer Ausstellung in dessen Urfassung als Weltersteinspielung ein.
2013 nahm Kellner sämtliche Klavierwerke Leoš Janáčeks in deren originalen Version auf CD auf.

Hier legte der Pianist auch erstmals die Einspielung sämtlicher Volkstänze in Mähren auf einem Tonträger vor. Er brachte einige von Janáčeks Miniaturen zur Uraufführung, u. a. im Rahmen von Rezitalen im Gasteig München (Kleinseitenpalais etc.)
2015 erschien bei Sikorski Musikverlage Rachmaninoffs 14 Lieder ohne Opuszahl mit Kellners gereimten deutschen Liedtexten, die Adaptionen der russischen Gedichte darstellen.
Mehrmals konzertierte Kellner auf historischen oder berühmten Konzertflügeln wie dem Steinway Nr. 28054 oder dem 'Horowitz-Flügel' (Steinway Nr. 314503). In den letzten Jahren trat er auch wiederholt mit Rezitalen auf dem Harmonium künstlerisch in Erscheinung. Viele Stücke stellt der Musiker seinem Publikum auch per Online-Video in Form von live-Mitschnitten zur Verfügung
Kellner engagiert sich zudem in Benefizkonzerten.

## Noten
- 2015: Rachmaninoffs 14 Lieder ohne Opuszahl (Songs without Opus Number) für Singstimme und Klavier (deutsch)

## Diskografie
- 2008: Rachmaninov, Chopin, Tajčević
- 2009: Janáček (Auf verwachsenem Pfade, Im Nebel, In Erinnerung)
- 2010: Mussorgsky (Bilder einer Ausstellung, Bilder von der Krim, etc.)
- 2010: Rachmaninov (diverse Lieder, mit Marina Ushchapovskaya & Rolf Ege)
- 2011: Prokofiev (Romeo und Julia, Märchen einer alten Großmutter)
- 2011: Satie (Gymnopedien, Gnossiennes)
- 2013: Janáček – Das Klaviergesamtwerk im Original
- 2018: Liszt – Klavierwerke
- 2020: Liszt – harmonium works, Vol.1[11]
- 2021: Karg-Elert – »Idyllen« Op.104[12]
- 2021: Liszt – harmonium works, Vol.2[13]
- 2022: Liszt – harmonium works, Vol.3 & Vol.4[14][15]